# Выборы главы Екатеринбурга (2013)
Выборы Главы Екатеринбурга — Председателя Екатеринбургской городской думы состоялись 8 сентября 2013 года в единый день голосования.

## Предшествующие события
В рамках подготовки к выборам, 11 июня 2013 года, Екатеринбургская городская дума VI-го созыва утвердила дату выборов Главы Екатеринбурга на 8 сентября 2013 года. 
С 29 июня по 24 июля был объявлен период выдвижения кандидатов, по итогу которых заявки подало 18 кандидатов, из которых были зарегистрированы 15 кандидатов.
| Кандидат                      | Должность (на момент выдвижения)                                                                                | Партия выдвижения      | Статус                                      |
| ----------------------------- | --- | ---------------------- | ------------------------------------------- |
| Андрей Геннадьевич Альшевских | депутат Законодательного собрания Свердловской области                                                          | КПРФ                   | зарегистрирован                             |
| Евгений Петрович Артюх        | депутат Законодательного собрания Свердловской области                                                          | РППС                   | зарегистрирован                             |
| Анастасия Антоновна Бакова    | специалист по связям с общественностью ООО «СтройИнвестХолдинг»                                                 | Монархическая партия   | зарегистрирован                             |
| Александр Владимирович Бурков | директор ООО «Справедливое ЖКХ»                                                                                 | КПСС                   | зарегистрирован                             |
| Александр Леонидович Бурков   | депутат Государственной думы                                                                                    | Справедливая Россия    | зарегистрирован                             |
| Антон Леонидович Бурков       | завкафедрой европейского права и сравнительного правоведения юридического факультета Гуманитарного университета | Трудовая партия России | зарегистрирован                             |
| Виталий Иванович Глухов       | председатель Комитета по защите прав собственников жилых помещений многоквартирных домов г. Екатеринбург        | самовыдвижение         | отказано в регистрации                      |
| Герман Юрьевич Карелин        | адвокат Свердловской областной гильдии адвокатов                                                                | ДПР                    | зарегистрирован                             |
| Вячеслав Николаевич Кезик     | президент Свердловской областной общественной организации «Екатеринбург против коррупции»                       | самовыдвижение         | отказано в регистрации                      |
| Лариса Валерьевна Ладушкина   | временно не работающая                                                                                          | самовыдвижение         | отказано в регистрации                      |
| Денис Анатольевич Носков      | депутат Законодательного собрания Свердловской области                                                          | ЛДПР                   | зарегистрирован                             |
| Евгений Вадимович Ройзман     | президент благотворительного фонда «Город без наркотиков»                                                       | Гражданская платформа  | зарегистрирован                             |
| Игорь Олегович Рузаков        | адвокат бюро Свердловской области «Сергин и Рузаков»                                                            | Зелёные                | зарегистрирован                             |
| Александр Юрьевич Рявкин      | советник президента ЗАО «ДЭНАС МС»                                                                              | Гражданская Сила       | зарегистрирован                             |
| Яков Петрович Силин           | вице-губернатор Свердловской области — руководитель администрации губернатора Свердловской области              | Единая Россия          | зарегистрирован                             |
| Дмитрий Борисович Тихонов     | гендиректор ООО «Медфармсервис Т»                                                                               | Коммунисты России      | зарегистрирован, выбыл по личному заявлению |
| Владимир Григорьевич Тунгусов | водитель ООО «Новые технологии»                                                                                 | РОС                    | зарегистрирован, выбыл по личному заявлению |
| Алексей Валерьевич Ширинкин   | старший преподаватель Челябинского государственного университета                                                | Патриоты России        | регистрация отменена решением суда          |

## Избирательная кампания
1 июля депутат областного заксобрания от фракции КПРФ Андрей Альшевских сделал в своём блоге запись о намерении баллотироваться в мэры самовыдвиженцем. Три недели спустя КПРФ официально утвердила Альшевских кандидатом. К этому времени ему удалось собрать 5 800 подписей в свою поддержку.
Александр Леонидович Бурков официально заявил о выдвижении в мэры города 2 июня 2013 года на съезде Союза домовых советов. Городская избирательная комиссия утвердила его кандидатуру 18 июля.
Информация о возможном выдвижении на пост мэра Екатеринбурга от партии «Гражданская платформа» главы фонда «Город без наркотиков», депутата Государственной думы в 2004—2007 годах Евгения Ройзмана впервые появилась в феврале 2013 года. Окончательное решение «отдать городу пять лет жизни» в виде пребывания на высшем посту было озвучено кандидатом 19 июля 2013 года
Также существует точка зрения, что Ройзман был зарегистрирован для создания конкуренции оппозиционному Буркову (в 2011 году «эсеры» набрали в Екатеринбурге 27 %, обогнав «единороссов» с 25 %), для чего ранее уже были зарегистрированы два однофамильца: кандидат от Коммунистической партии социальной справедливости Александр Владимирович Бурков, возглавляющий «ООО Справедливое ЖКХ» и кандидат от «Трудовой партии» Антон Леонидович Бурков, не предоставивиший данные о себе.
На внеочередном XXV съезде регионального отделения партии «Единая Россия» кандидатом был утверждён вице-губернатор области Яков Силин, ранее занимавшим должности начальника департамента по внутренней и информационной политике аппарата полномочного представителя президента РФ в Уральском Федеральном Округе в 2010—2012 годах и главы администрации губернатора Свердловской области (лето-осень 2012).
Кандидат Российской партии пенсионеров Евгений Артюх, являвшийся на тот момент депутатом областного Законодательного Собрания, был выдвинут по рекомендации президиума партии.
Уральский политик, председатель Монархической партии России Антон Баков выдвинул кандидатом в мэры города свою 22-летнюю дочь Анастасию. Бакова вела кампанию под лозунгом «А вы знаете, что мэр бесправен?» (в другом варианте «бессилен») — это указание на номинальность должности мэра при «двуглавой системе» управления. Символом кампании стала собака Баковой породы корги пемброк по имени Эрнест Хемингуэй.
О намерении принять участие в выборах заявлял председатель центрального совета «Альянса зелёных» Олег Митволь, озвучив их на пресс-конференции 16 апреля: приоритетными задачами своей кампании он называл борьбу за экологию и чистоту питьевого водоснабжения. На пресс-конференции партии 18 июля он отказался от выдвижения с целью недопущения размывания голосов, перспективно отданных за оппозиционных кандидатов Александра Буркова и Евгения Ройзмана, заявив о намерении возглавить список партии на выборах в городскую думу.
На момент завершения выдвижения 25 июля в списке кандидатов значилось 16 фамилий.
По данным исследования, проведённым агентством Ura.ru совместно с компанией Яндекс, абсолютным лидером поисковых запросов екатеринбуржцев с 31.12.2013 по 12.05.2013 был Ройзман — 17002 результата на его имя и 39443 на поиск его блога в Живом Журнале. Яков Силин набирал 9320 единиц — при интенсивно следовавшей в эти полгода медийной раскрутке. Востребованность Альшевских и Артюха превышала тысячу запросов, которые с небольшим перевесом обходили традиционно оппозиционного Буркова: 1765, 1099 против 1078 поисковых запросов.
Яков Силин заявил, что у Ройзмана есть только теоретические шансы на победу.

## Скандалы и фальсификации
В ночь перед «днём тишины» в почтовых ящиках граждан появились поддельные письма, сообщавшие о снятии Ройзмана с выборов. Кандидат обвинил в распространении подобной информации губернатора, представитель которого обвинения отверг. Председатель горизбиркома Илья Захаров заявил, что обратился по этому поводу в правоохранительные органы.

## Итоги выборов
| Явка избирателей                                      | Явка избирателей                                      | Явка избирателей | Явка избирателей |
| ----------------------------------------------------- | ----------------------------------------------------- | ---------------- | ---------------- |
| Число избирателей, включённых в список избирателей    | Число избирателей, включённых в список избирателей    | 1 074 101        | 100 %            |
| Из них приняли участие в выборах (выдано бюллетеней)  | Из них приняли участие в выборах (выдано бюллетеней)  | 361 033          | 33,61 %          |
| Приняли участие в голосовании (возвращено бюллетеней) | Приняли участие в голосовании (возвращено бюллетеней) | 360 854          | 33,60 %          |
| Процент испорченных бюллетеней                        |                                                       |                  |                  |
| Из них действительных бюллетеней                      | Из них действительных бюллетеней                      | 351 701          | 97,46 %          |
| Из них недействительных бюллетеней                    | Из них недействительных бюллетеней                    | 9153             | 2,54 %           |
| Распределение голосов:                                |                                                       |                  |                  |
| 1.                                                    | Евгений Вадимович Ройзман                             | 120 194          | 33,31 %          |
| 2.                                                    | Яков Петрович Силин                                   | 107 204          | 29,71 %          |
| 3.                                                    | Александр Леонидович Бурков                           | 73 085           | 20,25 %          |
| 4.                                                    | Андрей Геннадьевич Альшевских                         | 16 454           | 4,56 %           |
| 5.                                                    | Евгений Петрович Артюх                                | 12 252           | 3,40 %           |
| 6.                                                    | Александр Владимирович Бурков                         | 6933             | 1,92 %           |
| 7.                                                    | Анастасия Антоновна Бакова                            | 4415             | 1,22 %           |
| 8.                                                    | Денис Анатольевич Носков                              | 3844             | 1,07 %           |
| 9.                                                    | Антон Леонидович Бурков                               | 2804             | 0,78 %           |
| 10.                                                   | Игорь Олегович Рузаков                                | 1816             | 0,50 %           |
| 11.                                                   | Герман Юрьевич Карелин                                | 1669             | 0,46 %           |
| 12.                                                   | Александр Юрьевич Рявкин                              | 1031             | 0,29 %           |

## Последующие события
Региональное отделение «Единой России» признало итоги выборов, назвав неудачу в областном центре «горькой пилюлей». Отставка вице-мэра города по вопросам организации значимых общероссийских и международных мероприятий
Сергея Тушина, по сообщениям оппозиционной прессы, являлась жертвенной расплатой за поражение партии на выборах.
Об окончательном завершении выборов было объявлено на заседании городской избирательной комиссии 11 октября. На проведение выборов было выделено 112 миллионов рублей, 9 из них согласно отчёту удалось сэкономить.
Среди причин победы Ройзмана называют проработанность его предвыборной кампании, противостоявшей «безликой» агитации Силина. Репутация «борца с системой» помогла общественному деятелю привлечь протестный электорат. Кроме того, его избрание помогло российским властям продемонстрировать установку на конкурентные выборы. Ошибкой со стороны губернатора Куйвашева политологи также называют предпочтение Буркова Силину, не имеющего поддержки со стороны местных элит и не сумевшего сформулировать внятную программу развития города.
Антон Баков, комментируя минимальные результаты своей партии, подчёркивал, что его кампания придавала выборам «зрелищности и доброжелательности» и характеризовал её как «операцию анти-выборы», отмечая: «Мы будем продолжать разоблачать демократические партии и показывать, что избранные депутаты не исполняют свои обязательства».